# Đốc Tít
Đốc Tít, tức Nguyễn Xuân Tiết hay Nguyễn Đức Hiệu (1853 - 1916) là một chỉ huy của khởi nghĩa Bãi Sậy do Nguyễn Thiện Thuật lãnh đạo, nguyên gốc họ Mạc, sinh trưởng tại làng yên Lưu Thượng, phủ Kinh Môn, Hải Dương. Tên Tít là do người Pháp phát âm sai từ chữ Tiết mà ra.
Trong phong trào chống Pháp ở Bắc Kỳ, ông được phong Đề đốc Hải Dương dưới sự chỉ huy của Tán Thuật, lập căn cứ kháng Pháp ở vùng đất giữa sông Kinh Thầy và sông Đá Bạc trên đất của 4 huyện Kinh Môn, Đông Triều, Yên Hưng và Thủy Nguyên của 3 tỉnh Hải Dương, Quảng Ninh, Hải Phòng.
Cuối năm 1885, quân Pháp do 2 sĩ quan Falcon và Faure chỉ huy đã giao chiến với quân của Đốc Tít, sau đó lại tiếp tục đánh nhau với ông ở Trại Sơn. Năm 1888, quân Pháp tiếp tục tấn công Trại Sơn, 600 quân của Đốc Tít phải rút lui sau 12 ngày cầm cự.
Tháng 7 năm 1889, Khâm sai Hoàng Cao Khải, Tổng đốc Hải Dương phối hợp cùng quân Pháp bao vây Đốc Tít ở căn cứ Trại Sơn, thế cùng lực kiệt, ngày 12 tháng 8 năm 1889. Đốc Tít cùng với toàn quân ra hàng quân Pháp. Rút kinh nghiệm Đội Văn trá hàng lúc trước nên người Pháp cho đày ông đi Algeri và ông qua đời tại đây ngày 21 tháng 12 năm 1916 thọ 63 tuổi. Cuộc khởi nghĩa của Đốc Tít thất bại nhưng vẫn khiến cho quân Pháp không khỏi rùng mình và lo sợ.